# Maria Albertina van Nassau-Usingen
Maria Albertina van Nassau-Usingen (Frankfurt am Main, 8 mei 1686 o.s. - Ortenburg 14 januari 1768) was regentes van Ortenburg. Ze stamt uit het Huis Nassau-Usingen.

## Biografie
Maria Albertina was de jongste dochter van vorst Walraad van Nassau-Usingen en Catharine Françoise van Croÿ-Rœulx, dochter van graaf Eustache van Croÿ-Rœulx en Theodora Freiin von Kettler und Laghen.
Maria Albertine huwde te Usingen op 3 mei 1710 met graaf Johan Georg van Ortenburg (14 december 1686 - 4 december 1725).

Uit dit huwelijk werden de volgende kinderen geboren: 
1. Charlotte Wilhelmina (Ortenburg, 5 januari 1711 - aldaar, 29 maart 1778)
2. Frederike (Ortenburg, 1 februari 1712 - Remlingen, 23 mei 1758), gehuwd met graaf en heer Wolfgang George II van Castell-Remlingen.
3. Georg (Ortenburg, 12 januari 1713 - aldaar, 25 maart 1715)
4. Sophia Augusta (Ortenburg, 8 januari 1714 - aldaar, 15 maart 1714)
5. Karel (Ortenburg, 2 februari 1715 - aldaar, 1 maart 1776), volgde zijn vader op als graaf van Ortenburg, gehuwd met Louisa Sofia van Stein.
6. Henriette Albertina (Ortenburg, 21 januari 1716 - aldaar, 25 april 1784)
7. Sophia Maria (Ortenburg, 11 mei 1717 - aldaar, 30 november 1790)
8. Hendrik (Ortenburg, 20 april 1719 - aldaar, 4 april 1720)
9. Francisca Dorothea (Ortenburg, 16 mei 1720 - aldaar, 29 mei 1777)
10. Augusta Johanetta (Ortenburg, 27 augustus 1721 - aldaar, 25 maart 1755)

Toen haar man op 39-jarige leeftijd overleed, werd Maria Albertina regentes voor haar minderjarige zoon en opvolger van zijn vader, graaf Karel III van Ortenburg.